# Championnat d'Angleterre de football 2018-2019
Navigation
Édition précédente Édition suivante
La saison 2018-2019 de la Premier League est la 120e édition du championnat d'Angleterre de football et la vingt-septième sous l'appellation Premier League. Le plus haut niveau du football professionnel anglais, organisé par la Football Association Premier League, oppose cette saison vingt clubs en une série de trente-huit rencontres jouées entre le 11 août 2018 et le 19 mai 2019.
Lors de cette saison, le champion Manchester City défend son titre face à dix-neuf autres équipes dont trois promus de deuxième division.
Cinq places qualificatives pour les compétitions européennes sont attribuées par le biais du championnat : quatre places en Ligue des champions, et une en Ligue Europa. Les deux autres places européennes sont celles du vainqueur de la Coupe d'Angleterre et de la Coupe de la Ligue qui sont qualificatives pour la Ligue Europa. Les trois derniers du championnat sont relégués en deuxième division et sont remplacés par les trois promus de cette même division pour l'édition suivante.
À l'issue de la saison, Manchester City parvient à conserver son titre et remporte le sixième championnat de son histoire avec un total de 98 points au terme de l'exercice, comptant une unité d'avance sur Liverpool qui termine vice-champion avec 97 points, le plus haut total pour un club non-champion. Le podium est complété par Chelsea tandis que Tottenham Hotspur termine quatrième, ces quatre équipes constituant les qualifiés pour la Ligue des champions 2019-2020. Finissant entre la cinquième et la septième place, Arsenal, Manchester United et les Wolverhampton Wanderers sont quant à eux qualifiés pour la Ligue Europa 2019-2020, sachant que les deux places attribuées aux coupes nationales ont été reversées au championnat car elles ont été remportées par Manchester City qui effectue cette saison-là un triplé domestique. À l'autre bout du classement, Huddersfield Town termine largement dernier avec seize points en fin de saison et est relégué en deuxième division. Il est accompagné par Cardiff City et Fulham qui occupent les deux autres places de relégation.
Le titre de meilleur buteur pour cette édition est partagée entre trois joueurs : Pierre-Emerick Aubameyang d'Arsenal, ainsi que Sadio Mané et Mohamed Salah de Liverpool, qui comptabilisent chacun vingt-deux buts inscrits au cours de la saison, ce dernier joueur finissant par ailleurs meilleur buteur pour la deuxième saison d'affilée. Eden Hazard de Chelsea est quant à lui le meilleur passeur du championnat avec quinze passes décisives délivrées au cours de l'exercice, le plaçant à une unité devant Ryan Fraser de l'AFC Bournemouth.

## Équipes participantes

### Participants et localisation
| \| Bournemouth Brighton & Hove Burnley Cardiff Everton Leicester City Liverpool Londres Huddersfield Man. City Man. United Newcastle Southampton Watford Wolverhampton \| Localisation des clubs engagés dans le championnat. |
| Bournemouth Brighton & Hove Burnley Cardiff Everton Leicester City Liverpool Londres Huddersfield Man. City Man. United Newcastle Southampton Watford Wolverhampton                                                           |

| \| Arsenal Chelsea Crystal Palace Fulham Tottenham Hotspur West Ham United \| Clubs londoniens. |
| Arsenal Chelsea Crystal Palace Fulham Tottenham Hotspur West Ham United                         |

Un total de vingt équipes participent au championnat, dix-sept d'entre elles étant déjà présentes la saison précédente, auxquelles s'ajoutent trois promus de deuxième division que sont Wolverhampton Wanderers, Cardiff City et Fulham, vainqueur des barrages de promotion de deuxième division, qui remplacent les relégués Stoke City, Swansea City et West Bromwich Albion.
Parmi ces clubs, six d'entre eux n'ont jamais été relégués depuis la fondation de la Premier League en 1992 : Arsenal, Chelsea, Everton, Liverpool, Manchester United et Tottenham. En dehors de ces clubs-là, Manchester City est le seul à être présent depuis les années 2000, évoluant en première division depuis 2002.
Légende des couleurs
- Phase de groupes de la Ligue des champions 2018-2019
- Phase de groupes de la Ligue Europa 2018-2019
- Deuxième tour de qualification de la Ligue Europa 2018-2019
- Promu de Championship

| Club                    | Se maintient depuis | Classement 2017-2018 | Entraîneur             | Depuis | Stade                                     | Capacité théorique | Ville               |
| ----------------------- | ------------------- | -------------------- | ---------------------- | ------ | ----------------------------------------- | ------------------ | ------------------- |
| Manchester City         | 2002                | 1er                  | Pep Guardiola          | 2016   | Etihad Stadium                            | 55 097             | Manchester          |
| Manchester United       | 1975                | 2e                   | Ole Gunnar Solskjær    | 2018   | Old Trafford                              | 75 635             | Manchester          |
| Tottenham Hotspur       | 1978                | 3e                   | Mauricio Pochettino    | 2014   | Wembley Stadium Tottenham Hotspur Stadium | 90 000 62 062      | Londres             |
| Liverpool FC            | 1962                | 4e                   | Jürgen Klopp           | 2015   | Anfield                                   | 54 074             | Liverpool           |
| Chelsea FC              | 1989                | 5e                   | Maurizio Sarri         | 2018   | Stamford Bridge                           | 41 798             | Londres             |
| Arsenal FC              | 1919                | 6e                   | Unai Emery             | 2018   | Emirates Stadium                          | 60 272             | Londres             |
| Burnley FC              | 2016                | 7e                   | Sean Dyche             | 2012   | Turf Moor                                 | 21 401             | Burnley             |
| Everton FC              | 1954                | 8e                   | Marco Silva            | 2018   | Goodison Park                             | 39 571             | Liverpool           |
| Leicester City          | 2014                | 9e                   | Brendan Rodgers        | 2019   | King Power Stadium                        | 36 262             | Leicester           |
| Newcastle United        | 2017                | 10e                  | Rafael Benítez         | 2016   | St James' Park                            | 52 405             | Newcastle upon Tyne |
| Crystal Palace          | 2013                | 11e                  | Roy Hodgson            | 2017   | Selhurst Park                             | 26 255             | Londres             |
| AFC Bournemouth         | 2015                | 12e                  | Eddie Howe             | 2012   | Dean Court                                | 11 464             | Bournemouth         |
| West Ham United         | 2012                | 13e                  | Manuel Pellegrini      | 2018   | Stade olympique                           | 60 000             | Londres             |
| Watford FC              | 2015                | 14e                  | Javi Gracia            | 2018   | Vicarage Road                             | 20 877             | Watford             |
| Brighton & Hove Albion  | 2017                | 15e                  | Chris Hughton          | 2014   | AMEX Stadium                              | 30 750             | Brighton            |
| Huddersfield Town       | 2017                | 16e                  | Jan Siewert            | 2019   | John Smith's Stadium                      | 24 500             | Huddersfield        |
| Southampton FC          | 2012                | 17e                  | Ralph Hasenhüttl       | 2018   | St Mary's Stadium                         | 32 505             | Southampton         |
| Wolverhampton Wanderers | 2018                | 1er (D2)             | Nuno Espírito Santo    | 2017   | Molineux Stadium                          | 31 700             | Wolverhampton       |
| Cardiff City            | 2018                | 2e (D2)              | Neil Warnock           | 2016   | Cardiff City Stadium                      | 33 280             | Cardiff             |
| Fulham FC               | 2018                | 3e (D2)              | Scott Parker (intérim) | 2019   | Craven Cottage                            | 25 700             | Londres             |

### Changements d'entraîneur
| Club              | Entraîneur partant | Motif du départ     | Date de départ   | Position   | Entraîneur arrivant    | Date d'arrivée   |
| ----------------- | ------------------ | ------------------- | ---------------- | ---------- | ---------------------- | ---------------- |
| Arsenal FC        | Arsène Wenger      | Démission           | 13 mai 2018      | Pré-saison | Unai Emery             | 23 mai 2018      |
| Everton FC        | Sam Allardyce      | Renvoi              | 16 mai 2018      | Pré-saison | Marco Silva            | 31 mai 2018      |
| West Ham United   | David Moyes        | Fin de contrat      | 16 mai 2018      | Pré-saison | Manuel Pellegrini      | 22 mai 2018      |
| Chelsea FC        | Antonio Conte      | Renvoi              | 13 juillet 2018  | Pré-saison | Maurizio Sarri         | 14 juillet 2018  |
| Fulham FC         | Slaviša Jokanović  | Renvoi              | 14 novembre 2018 | 20e        | Claudio Ranieri        | 14 novembre 2018 |
| Southampton FC    | Mark Hughes        | Renvoi              | 3 décembre 2018  | 18e        | Ralph Hasenhüttl       | 5 décembre 2018  |
| Manchester United | José Mourinho      | Renvoi              | 18 décembre 2018 | 6e         | Ole Gunnar Solskjær    | 19 décembre 2018 |
| Huddersfield Town | David Wagner       | Consentement mutuel | 14 janvier 2019  | 20e        | Jan Siewert            | 21 janvier 2019  |
| Leicester City    | Claude Puel        | Renvoi              | 24 février 2019  | 12e        | Brendan Rodgers        | 26 février 2019  |
| Fulham FC         | Claudio Ranieri    | Renvoi              | 28 février 2019  | 19e        | Scott Parker (intérim) | 28 février 2019  |

L'intersaison est notamment marquée par la démission de l'entraîneur d'Arsenal Arsène Wenger, présent au club depuis 1996, qui quitte le club à l'issue de la saison 2017-2018. Son remplaçant est l'Espagnol Unai Emery. Dans le même temps, l'entraîneur d'Everton Sam Allardyce est renvoyé de son poste le 16 mai 2018 tandis que le départ de David Moyes, entraîneur de West Ham United en fin de contrat, est confirmé le même jour. Le premier est remplacé par l'entraîneur portugais Marco Silva tandis que le deuxième est remplacé par le Chilien Manuel Pellegrini six jours plus tard. L'entraîneur italien de Chelsea Antonio Conte est démis de ses fonctions le 13 juillet ; il est remplacé le lendemain par son compatriote Maurizio Sarri.
Fulham, alors dernier au classement, annonce le départ de son entraîneur Slaviša Jokanović le 14 novembre 2018, il est remplacé dans la foulée par l'Italien Claudio Ranieri. Southampton fait de même le 3 décembre avec le Gallois Mark Hughes, qui est renvoyé alors que le club se classe dix-huitième et premier relégable. Il est remplacé deux jours plus tard par Ralph Hasenhüttl. L'entraîneur de Manchester United José Mourinho est quant à lui démis de ses fonctions le 18 décembre. Le Norvégien Ole Gunnar Solskjær est nommé à sa place le lendemain pour le reste de la saison.
L'entraîneur David Wagner est le premier à quitter son poste lors de l'année 2019, partant de Huddersfield Town par consentement mutuel à la mi-janvier alors que l'équipe se classe dernier du championnat avec onze points en vingt-deux matchs. Il est suivi un mois plus tard par Claude Puel, qui est renvoyé par Leicester City, l'équipe se plaçant en douzième position et restant sur une série négative de six défaites en sept matchs. Il est remplacé deux jours plus tard par le Nord-Irlandais Brendan Rodgers en provenance du Celtic Glasgow.
Présent depuis seulement trois mois et demi à Fulham, Claudio Ranieri est renvoyé à la fin du mois de février 2019 alors que l'équipe est toujours relégable, se classant avant-dernière avec dix points de retard sur le maintien.

## Classement et résultats

### Règlement
Les équipes sont classées selon leur nombre de points, lesquels sont répartis comme suit : trois points pour une victoire, un point pour un match nul et zéro point pour une défaite. Pour départager les égalités, les critères suivants sont utilisés :
1. Différence de buts générale
2. Nombre de buts marqués

Si ces critères ne permettent pas de départager les équipes à égalité, celles-ci occupent la même place au classement officiel. Si deux équipes sont à égalité parfaite au terme du championnat et que le titre de champion, la qualification à une compétition européenne ou la relégation sont en jeu, les deux équipes doivent se départager au cours d'un ou plusieurs matchs d'appui disputés sur terrain neutre.

### Classement
| Rang | Équipe                    | Pts | J  | G  | N  | P  | Bp | Bc | Diff |
| ---- | ------------------------- | --- | -- | -- | -- | -- | -- | -- | ---- |
| 1    | Manchester City T S L C   | 98  | 38 | 32 | 2  | 4  | 95 | 23 | +72  |
| 2    | Liverpool FC C1           | 97  | 38 | 30 | 7  | 1  | 89 | 22 | +67  |
| 3    | Chelsea FC C3             | 72  | 38 | 21 | 9  | 8  | 63 | 39 | +24  |
| 4    | Tottenham Hotspur         | 71  | 38 | 23 | 2  | 13 | 67 | 39 | +28  |
| 5    | Arsenal FC                | 70  | 38 | 21 | 7  | 10 | 73 | 51 | +22  |
| 6    | Manchester United         | 66  | 38 | 19 | 9  | 10 | 65 | 54 | +11  |
| 7    | Wolverhampton Wanderers P | 57  | 38 | 16 | 9  | 13 | 47 | 46 | +1   |
| 8    | Everton FC                | 54  | 38 | 15 | 9  | 14 | 54 | 46 | +8   |
| 9    | Leicester City            | 52  | 38 | 15 | 7  | 16 | 51 | 48 | +3   |
| 10   | West Ham United           | 52  | 38 | 15 | 7  | 16 | 52 | 55 | -3   |
| 11   | Watford FC                | 50  | 38 | 14 | 8  | 16 | 52 | 59 | -7   |
| 12   | Crystal Palace            | 49  | 38 | 14 | 7  | 17 | 51 | 53 | -2   |
| 13   | Newcastle United          | 45  | 38 | 12 | 9  | 17 | 42 | 48 | -6   |
| 14   | AFC Bournemouth           | 45  | 38 | 13 | 6  | 19 | 56 | 70 | -14  |
| 15   | Burnley FC                | 40  | 38 | 11 | 7  | 20 | 45 | 68 | -23  |
| 16   | Southampton FC            | 39  | 38 | 9  | 12 | 17 | 45 | 65 | -20  |
| 17   | Brighton & Hove Albion    | 36  | 38 | 9  | 9  | 20 | 35 | 60 | -25  |
| 18   | Cardiff City P            | 34  | 38 | 10 | 4  | 24 | 34 | 69 | -35  |
| 19   | Fulham FC P               | 26  | 38 | 7  | 5  | 26 | 34 | 81 | -47  |
| 20   | Huddersfield Town         | 16  | 38 | 3  | 7  | 28 | 22 | 76 | -54  |

Qualifications européennes
Ligue des champions 2019-2020
- 1er à 4e : phase de groupes

Ligue Europa 2019-2020
- 5e et 6e : phase de groupes
- 7e : deuxième tour de qualification

Relégation
- 18e à 20e : relégation en Championship

Abréviations
T  : Tenant du titre

C1 : Vainqueur de la Ligue des champions

C3 : Vainqueur de la Ligue Europa

C : Vainqueur de la Coupe d'Angleterre

L : Vainqueur de la Coupe de la Ligue

S : Vainqueur du Community Shield

P : Promu de Championship

### Leader par journée
La frise suivante montre l'évolution des équipes ayant successivement occupé la première place :

### Lanterne rouge par journée
La frise suivante montre l'évolution des équipes ayant successivement occupé la dernière place :

### Résultats
Le tableau suivant récapitule les résultats « aller » et « retour » du championnat :
| Résultats (▼dom., ►ext.)                                   | ARS | BOU | BHA | BUR | CAR | CHE | CPA | EVE | FUL | HUD | LEI | LIV | MCI | MUN | NEW | SOU | TOT | WAT | WHU | WOL |
| Arsenal FC                                                 |     | 5-1 | 1-1 | 3-1 | 2-1 | 2-0 | 2-3 | 2-0 | 4-1 | 1-0 | 3-1 | 1-1 | 0-2 | 2-0 | 2-0 | 2-0 | 4-2 | 2-0 | 3-1 | 1-1 |
| AFC Bournemouth                                            | 1-2 |     | 2-0 | 1-3 | 2-0 | 4-0 | 2-1 | 2-2 | 0-1 | 2-1 | 4-2 | 0-4 | 0-1 | 1-2 | 2-2 | 0-0 | 1-0 | 3-3 | 2-0 | 1-1 |
| Brighton & Hove Albion                                     | 1-1 | 0-5 |     | 1-3 | 0-2 | 1-2 | 3-1 | 1-0 | 2-2 | 1-0 | 1-1 | 0-1 | 1-4 | 3-2 | 1-1 | 0-1 | 1-2 | 0-0 | 1-0 | 1-0 |
| Burnley FC                                                 | 1-3 | 4-0 | 1-0 |     | 2-0 | 0-4 | 1-3 | 1-5 | 2-1 | 1-1 | 1-2 | 1-3 | 0-1 | 0-2 | 1-2 | 1-1 | 2-1 | 1-3 | 2-0 | 2-0 |
| Cardiff City                                               | 2-3 | 2-0 | 2-1 | 1-2 |     | 1-2 | 2-3 | 0-3 | 4-2 | 0-0 | 0-1 | 0-2 | 0-5 | 1-5 | 0-0 | 1-0 | 0-3 | 1-5 | 2-0 | 2-1 |
| Chelsea FC                                                 | 3-2 | 2-0 | 3-0 | 2-2 | 4-1 |     | 3-1 | 0-0 | 2-0 | 5-0 | 0-1 | 1-1 | 2-0 | 2-2 | 2-1 | 0-0 | 2-0 | 3-0 | 2-0 | 1-1 |
| Crystal Palace                                             | 2-2 | 5-3 | 1-2 | 2-0 | 0-0 | 0-1 |     | 0-0 | 2-0 | 2-0 | 1-0 | 0-2 | 1-3 | 1-3 | 0-0 | 0-2 | 0-1 | 1-2 | 1-1 | 0-1 |
| Everton FC                                                 | 1-0 | 2-0 | 3-1 | 2-0 | 1-0 | 2-0 | 2-0 |     | 3-0 | 1-1 | 0-1 | 0-0 | 0-2 | 4-0 | 1-1 | 2-1 | 2-6 | 2-2 | 1-3 | 1-3 |
| Fulham FC                                                  | 1-5 | 0-3 | 4-2 | 4-2 | 1-0 | 1-2 | 0-2 | 2-0 |     | 1-0 | 1-1 | 1-2 | 0-2 | 0-3 | 0-4 | 3-2 | 1-2 | 1-1 | 0-2 | 1-1 |
| Huddersfield Town                                          | 1-2 | 0-2 | 1-2 | 1-2 | 0-0 | 0-3 | 0-1 | 0-1 | 1-0 |     | 1-4 | 0-1 | 0-3 | 1-1 | 0-1 | 1-3 | 0-2 | 1-2 | 1-1 | 1-0 |
| Leicester City                                             | 3-0 | 2-0 | 2-1 | 0-0 | 0-1 | 0-0 | 1-4 | 1-2 | 3-1 | 3-1 |     | 1-2 | 2-1 | 0-1 | 0-1 | 1-2 | 0-2 | 2-0 | 1-1 | 2-0 |
| Liverpool FC                                               | 5-1 | 3-0 | 1-0 | 4-2 | 4-1 | 2-0 | 4-3 | 1-0 | 2-0 | 5-0 | 1-1 |     | 0-0 | 3-1 | 4-0 | 3-0 | 2-1 | 5-0 | 4-0 | 2-0 |
| Manchester City                                            | 3-1 | 3-1 | 2-0 | 5-0 | 2-0 | 6-0 | 2-3 | 3-1 | 3-0 | 6-1 | 1-0 | 2-1 |     | 3-1 | 2-1 | 6-1 | 1-0 | 3-1 | 1-0 | 3-0 |
| Manchester United                                          | 2-2 | 4-1 | 2-1 | 2-2 | 0-2 | 1-1 | 0-0 | 2-1 | 4-1 | 3-1 | 2-1 | 0-0 | 0-2 |     | 3-2 | 3-2 | 0-3 | 2-1 | 2-1 | 1-1 |
| Newcastle United                                           | 1-2 | 2-1 | 0-1 | 2-0 | 3-0 | 1-2 | 0-1 | 3-2 | 0-0 | 2-0 | 0-2 | 2-3 | 2-1 | 0-2 |     | 3-1 | 1-2 | 1-0 | 0-3 | 1-2 |
| Southampton FC                                             | 3-2 | 3-3 | 2-2 | 0-0 | 1-2 | 0-3 | 1-1 | 2-1 | 2-0 | 1-1 | 1-2 | 1-3 | 1-3 | 2-2 | 0-0 |     | 2-1 | 1-1 | 1-2 | 3-1 |
| Tottenham Hotspur                                          | 1-1 | 5-0 | 1-0 | 1-0 | 1-0 | 3-1 | 4-0 | 2-2 | 3-1 | 4-0 | 3-1 | 1-2 | 0-1 | 0-1 | 1-0 | 3-1 |     | 2-1 | 0-1 | 1-3 |
| Watford FC                                                 | 0-1 | 0-4 | 2-0 | 0-0 | 3-2 | 1-2 | 2-1 | 1-0 | 4-1 | 3-0 | 2-1 | 0-3 | 1-2 | 1-2 | 1-1 | 1-1 | 2-1 |     | 1-4 | 1-2 |
| West Ham United                                            | 1-0 | 1-2 | 2-2 | 4-2 | 3-1 | 0-0 | 3-2 | 0-2 | 3-1 | 4-3 | 2-2 | 1-1 | 0-4 | 3-1 | 2-0 | 3-0 | 0-1 | 0-2 |     | 0-1 |
| Wolverhampton                                              | 3-1 | 2-0 | 0-0 | 1-0 | 2-0 | 2-1 | 0-2 | 2-2 | 1-0 | 0-2 | 4-3 | 0-2 | 1-1 | 2-1 | 1-1 | 2-0 | 2-3 | 0-2 | 3-0 |     |
| - Victoire à domicile - Match nul - Victoire à l'extérieur |     |     |     |     |     |     |     |     |     |     |     |     |     |     |     |     |     |     |     |     |

### Domicile et extérieur
| Rang | Équipe                  | Pts | J  | G  | N | P  | Bp | Bc | Diff |
| ---- | ----------------------- | --- | -- | -- | - | -- | -- | -- | ---- |
| 1    | Manchester City         | 54  | 19 | 18 | 0 | 1  | 57 | 12 | +45  |
| 2    | Liverpool FC            | 53  | 19 | 17 | 2 | 0  | 55 | 10 | +45  |
| 3    | Arsenal FC              | 45  | 19 | 14 | 3 | 2  | 42 | 16 | +26  |
| 4    | Chelsea FC              | 42  | 19 | 12 | 6 | 1  | 39 | 12 | +27  |
| 5    | Tottenham Hotspur       | 38  | 19 | 12 | 2 | 5  | 34 | 16 | +18  |
| 6    | Manchester United       | 36  | 19 | 10 | 6 | 3  | 33 | 25 | +8   |
| 7    | Everton FC              | 34  | 19 | 10 | 4 | 5  | 30 | 21 | +9   |
| 8    | Wolverhampton Wanderers | 34  | 19 | 10 | 4 | 5  | 28 | 21 | +7   |
| 9    | West Ham United         | 31  | 19 | 9  | 4 | 6  | 32 | 27 | +5   |
| 10   | AFC Bournemouth         | 29  | 19 | 8  | 5 | 6  | 30 | 25 | +5   |
| 11   | Leicester City          | 27  | 19 | 8  | 3 | 8  | 24 | 20 | +4   |
| 12   | Watford FC              | 27  | 19 | 8  | 3 | 8  | 26 | 28 | -2   |
| 13   | Newcastle United        | 25  | 19 | 8  | 1 | 10 | 24 | 25 | -1   |
| 14   | Southampton FC          | 23  | 19 | 5  | 8 | 6  | 27 | 30 | -3   |
| 15   | Burnley FC              | 23  | 19 | 7  | 2 | 10 | 24 | 32 | -8   |
| 16   | Brighton & Hove Albion  | 23  | 19 | 6  | 5 | 8  | 19 | 28 | -9   |
| 17   | Fulham FC               | 21  | 19 | 6  | 3 | 10 | 22 | 36 | -14  |
| 18   | Cardiff City            | 20  | 19 | 6  | 2 | 11 | 21 | 38 | -17  |
| 19   | Crystal Palace          | 20  | 19 | 5  | 5 | 9  | 19 | 23 | -4   |
| 20   | Huddersfield Town       | 9   | 19 | 2  | 3 | 14 | 10 | 31 | -21  |

| Rang | Équipe                  | Pts | J  | G  | N | P  | Bp | Bc | Diff |
| ---- | ----------------------- | --- | -- | -- | - | -- | -- | -- | ---- |
| 1    | Manchester City         | 44  | 19 | 14 | 2 | 3  | 38 | 11 | +27  |
| 2    | Liverpool FC            | 44  | 19 | 13 | 5 | 1  | 34 | 12 | +22  |
| 3    | Tottenham Hotspur       | 33  | 19 | 11 | 0 | 8  | 33 | 23 | +10  |
| 4    | Manchester United       | 30  | 19 | 9  | 3 | 7  | 32 | 29 | +3   |
| 5    | Chelsea FC              | 30  | 19 | 9  | 3 | 7  | 24 | 27 | -3   |
| 6    | Crystal Palace          | 29  | 19 | 9  | 2 | 8  | 32 | 30 | +2   |
| 7    | Leicester City          | 25  | 19 | 7  | 4 | 8  | 27 | 28 | -1   |
| 8    | Arsenal FC              | 25  | 19 | 7  | 3 | 8  | 31 | 35 | -4   |
| 9    | Watford FC              | 23  | 19 | 6  | 5 | 8  | 26 | 31 | -5   |
| 10   | Wolverhampton Wanderers | 23  | 19 | 6  | 5 | 8  | 19 | 25 | -6   |
| 11   | West Ham United         | 21  | 19 | 6  | 3 | 10 | 20 | 28 | -8   |
| 12   | Everton FC              | 20  | 19 | 5  | 5 | 9  | 24 | 25 | -1   |
| 13   | Newcastle United        | 20  | 19 | 4  | 8 | 7  | 18 | 23 | -5   |
| 14   | Burnley FC              | 17  | 19 | 4  | 5 | 10 | 21 | 36 | -15  |
| 15   | Southampton FC          | 16  | 19 | 4  | 4 | 11 | 18 | 35 | -17  |
| 16   | AFC Bournemouth         | 16  | 19 | 5  | 1 | 13 | 26 | 45 | -19  |
| 17   | Cardiff City            | 14  | 19 | 4  | 2 | 13 | 13 | 31 | -18  |
| 18   | Brighton & Hove Albion  | 13  | 19 | 3  | 4 | 12 | 16 | 32 | -16  |
| 19   | Huddersfield Town       | 7   | 19 | 1  | 4 | 14 | 12 | 45 | -33  |
| 20   | Fulham FC               | 5   | 19 | 1  | 2 | 16 | 12 | 45 | -33  |

## Statistiques

### Évolution du classement
Le tableau suivant récapitule le classement au terme de chacune des journées définies par le calendrier officiel, les matchs joués en retard sont pris en compte la journée suivante.
| Journées →        | 1  | 2  | 3  | 4  | 5  | 6  | 7  | 8  | 9  | 10 | 11 | 12 | 13 | 14 | 15 | 16 | 17 | 18 | 19 | 20 | 21 | 22 | 23 | 24 | 25 | 26 | 27 | 28 | 29 | 30 | 31 | 32 | 33 | 34 | 35 | 36 | 37 | 38 | Lead. | Rel. |
|                   |    |    |    |    |    |    |    |    |    |    |    |    |    |    |    |    |    |    |    |    |    |    |    |    |    |    |    |    |    |    |    |    |    |    |    |    |    |    |       |      |
| ----------------- | -- | -- | -- | -- | -- | -- | -- | -- | -- | -- | -- | -- | -- | -- | -- | -- | -- | -- | -- | -- | -- | -- | -- | -- | -- | -- | -- | -- | -- | -- | -- | -- | -- | -- | -- | -- | -- | -- | ----- | ---- |
| Arsenal           | 15 | 17 | 9  | 9  | 7  | 6  | 5  | 4  | 4  | 4  | 5  | 5  | 5  | 4  | 5  | 5  | 5  | 5  | 5  | 5  | 5  | 5  | 5  | 4  | 6  | 5  | 4  | 4  | 5  | 4  | 4  | 3  | 5  | 4  | 5  | 5  | 5  | 5  |       |      |
| Bournemouth       | 3  | 6  | 6  | 6  | 5  | 8  | 7  | 6  | 6  | 6  | 6  | 6  | 8  | 9  | 7  | 8  | 11 | 8  | 12 | 12 | 12 | 12 | 12 | 10 | 10 | 11 | 10 | 12 | 12 | 12 | 12 | 12 | 13 | 12 | 14 | 14 | 13 | 14 |       |      |
| Brighton & Hove   | 16 | 11 | 12 | 14 | 14 | 13 | 15 | 12 | 12 | 11 | 12 | 12 | 12 | 11 | 10 | 13 | 13 | 13 | 13 | 13 | 13 | 13 | 13 | 13 | 13 | 14 | 16 | 16 | 15 | 15 | 15 | 15 | 14 | 17 | 17 | 17 | 17 | 17 |       |      |
| Burnley           | 11 | 15 | 18 | 19 | 20 | 16 | 12 | 13 | 13 | 15 | 15 | 15 | 17 | 19 | 19 | 17 | 18 | 18 | 18 | 18 | 16 | 15 | 16 | 17 | 17 | 15 | 14 | 15 | 16 | 17 | 17 | 17 | 14 | 14 | 15 | 15 | 15 | 15 |       | 9    |
| Cardiff City      | 17 | 16 | 15 | 16 | 17 | 20 | 19 | 20 | 17 | 17 | 19 | 18 | 19 | 16 | 16 | 14 | 16 | 17 | 17 | 16 | 17 | 16 | 18 | 18 | 18 | 17 | 17 | 18 | 18 | 18 | 18 | 18 | 18 | 18 | 18 | 18 | 18 | 18 |       | 20   |
| Chelsea           | 2  | 3  | 3  | 2  | 1  | 3  | 3  | 2  | 3  | 3  | 2  | 3  | 4  | 3  | 4  | 4  | 4  | 4  | 4  | 4  | 4  | 4  | 4  | 5  | 4  | 6  | 6  | 6  | 6  | 6  | 6  | 6  | 3  | 5  | 4  | 4  | 3  | 3  | 1     |      |
| Crystal Palace    | 4  | 10 | 10 | 15 | 12 | 11 | 13 | 14 | 15 | 14 | 14 | 16 | 16 | 14 | 15 | 16 | 15 | 14 | 14 | 14 | 14 | 14 | 14 | 15 | 14 | 13 | 13 | 14 | 13 | 14 | 14 | 13 | 12 | 13 | 12 | 12 | 12 | 12 |       |      |
| Everton           | 9  | 7  | 8  | 7  | 10 | 12 | 11 | 11 | 8  | 9  | 9  | 9  | 6  | 6  | 6  | 7  | 8  | 11 | 8  | 10 | 11 | 10 | 11 | 8  | 9  | 9  | 11 | 9  | 10 | 11 | 11 | 9  | 9  | 9  | 7  | 9  | 8  | 8  |       |      |
| Fulham            | 18 | 18 | 11 | 13 | 15 | 15 | 17 | 17 | 18 | 18 | 20 | 20 | 20 | 20 | 20 | 20 | 20 | 20 | 19 | 19 | 19 | 19 | 19 | 19 | 19 | 19 | 19 | 19 | 19 | 19 | 19 | 19 | 19 | 19 | 19 | 19 | 19 | 19 |       | 32   |
| Huddersfield Town | 19 | 20 | 19 | 17 | 18 | 20 | 20 | 18 | 19 | 20 | 18 | 19 | 15 | 17 | 17 | 18 | 19 | 19 | 20 | 20 | 20 | 20 | 20 | 20 | 20 | 20 | 20 | 20 | 20 | 20 | 20 | 20 | 20 | 20 | 20 | 20 | 20 | 20 |       | 34   |
| Leicester City    | 13 | 8  | 7  | 8  | 11 | 9  | 8  | 10 | 11 | 12 | 10 | 10 | 10 | 8  | 9  | 9  | 12 | 9  | 7  | 8  | 7  | 8  | 9  | 11 | 11 | 12 | 12 | 11 | 11 | 10 | 10 | 8  | 7  | 7  | 9  | 8  | 9  | 9  |       |      |
| Liverpool         | 1  | 2  | 1  | 1  | 2  | 1  | 2  | 3  | 2  | 2  | 3  | 2  | 2  | 2  | 2  | 1  | 1  | 1  | 1  | 1  | 1  | 1  | 1  | 1  | 1  | 2  | 1  | 1  | 2  | 2  | 1  | 1  | 1  | 1  | 1  | 2  | 2  | 2  | 21    |      |
| Man. City         | 5  | 1  | 5  | 4  | 3  | 2  | 1  | 1  | 1  | 1  | 1  | 1  | 1  | 1  | 1  | 2  | 2  | 2  | 3  | 2  | 2  | 2  | 2  | 2  | 2  | 1  | 2  | 2  | 1  | 1  | 2  | 2  | 2  | 2  | 2  | 1  | 1  | 1  | 16    |      |
| Man. United       | 7  | 9  | 13 | 10 | 8  | 7  | 10 | 8  | 10 | 8  | 7  | 8  | 7  | 7  | 8  | 6  | 6  | 6  | 6  | 6  | 6  | 6  | 6  | 6  | 5  | 4  | 5  | 5  | 4  | 5  | 5  | 5  | 6  | 6  | 6  | 6  | 6  | 6  |       |      |
| Newcastle         | 14 | 12 | 16 | 18 | 19 | 18 | 18 | 19 | 20 | 19 | 18 | 14 | 13 | 15 | 14 | 15 | 14 | 15 | 15 | 15 | 15 | 18 | 17 | 14 | 15 | 16 | 15 | 13 | 14 | 13 | 13 | 14 | 15 | 15 | 13 | 13 | 14 | 13 |       | 9    |
| Southampton       | 12 | 13 | 17 | 12 | 13 | 14 | 16 | 16 | 16 | 16 | 16 | 17 | 18 | 18 | 18 | 19 | 17 | 16 | 16 | 17 | 18 | 17 | 15 | 16 | 16 | 18 | 18 | 17 | 17 | 16 | 16 | 16 | 17 | 16 | 16 | 16 | 16 | 16 |       | 7    |
| Tottenham         | 8  | 5  | 2  | 5  | 6  | 5  | 4  | 5  | 5  | 5  | 4  | 4  | 3  | 5  | 3  | 3  | 3  | 3  | 2  | 3  | 3  | 3  | 3  | 3  | 3  | 3  | 3  | 3  | 3  | 3  | 3  | 4  | 4  | 3  | 3  | 3  | 4  | 4  |       |      |
| Watford           | 6  | 4  | 4  | 3  | 4  | 4  | 6  | 9  | 7  | 7  | 8  | 7  | 9  | 10 | 11 | 12 | 10 | 7  | 10 | 9  | 8  | 7  | 7  | 9  | 8  | 8  | 7  | 8  | 8  | 8  | 8  | 10 | 10 | 10 | 8  | 10 | 10 | 11 |       |      |
| West Ham          | 20 | 19 | 20 | 20 | 16 | 17 | 14 | 15 | 14 | 13 | 13 | 13 | 14 | 13 | 13 | 11 | 9  | 12 | 9  | 11 | 10 | 9  | 10 | 12 | 12 | 10 | 9  | 10 | 9  | 9  | 9  | 11 | 11 | 11 | 11 | 11 | 11 | 10 |       | 4    |
| Wolverhampton     | 10 | 14 | 14 | 11 | 9  | 10 | 9  | 7  | 9  | 10 | 11 | 11 | 11 | 12 | 12 | 10 | 7  | 10 | 11 | 7  | 9  | 11 | 8  | 7  | 7  | 7  | 8  | 7  | 7  | 7  | 7  | 7  | 8  | 8  | 10 | 7  | 7  | 7  |       |      |

Les équipes comptant au moins un match en retard sont indiquées en gras et italiques. Les équipes comptant au moins un match en avance sont quant à elles en gras et soulignées.
1. ↑  Le match de la vingt-septième journée Everton-Manchester City est avancé entre la vingt-cinquième et la vingt-sixième journée en raison de la finale de la Coupe de la Ligue[20].
2. ↑  Le match de la vingt-septième journée Chelsea-Brighton est reporté à une date ultérieure en raison de la finale de la Coupe de la Ligue. Il est finalement joué entre la 32e et la 33e journée.
3. ↑  Les matchs de la trente-et-unième journée Brighton-Cardiff City, Manchester United-Manchester City, Tottenham Hotspur-Crystal Palace, Watford-Southampton et Wolverhampton-Arsenal sont tous reportés à une date ultérieure en raison des quarts de finale de la Coupe d'Angleterre. Le match entre Tottenham et Crystal Palace est joué entre la 32e et la 33e journée tandis que celui entre Brighton et Cardiff est joué entre la 34e et la 35e. Les trois matchs restants sont quant à eux joués entre la 35e et la 36e journée.
4. ↑  Le match de la trente-troisième journée entre Tottenham Hotspur et Brighton est reporté entre la 35e et la 36e journée.

| #  | Joueur                    | Club                    | Buts |
| -- | ------------------------- | ----------------------- | ---- |
| 1  | Pierre-Emerick Aubameyang | Arsenal FC              | 22   |
| 1  | Sadio Mané                | Liverpool FC            | 22   |
| 1  | Mohamed Salah             | Liverpool FC            | 22   |
| 4  | Sergio Agüero             | Manchester City         | 21   |
| 5  | Jamie Vardy               | Leicester City          | 18   |
| 6  | Harry Kane                | Tottenham Hotspur       | 17   |
| 6  | Raheem Sterling           | Manchester City         | 17   |
| 8  | Eden Hazard               | Chelsea FC              | 16   |
| 9  | Callum Wilson             | AFC Bournemouth         | 14   |
| 10 | Raúl Jiménez              | Wolverhampton Wanderers | 13   |
| 10 | Alexandre Lacazette       | Arsenal FC              | 13   |
| 10 | Paul Pogba                | Manchester United       | 13   |
| 10 | Richarlison               | Everton FC              | 13   |
| 10 | Gylfi Sigurðsson          | Everton FC              | 13   |

| #  | Joueur                 | Club                       | Passes décisives |
| -- | ---------------------- | -------------------------- | ---------------- |
| 1  | Eden Hazard            | Chelsea FC                 | 15               |
| 2  | Ryan Fraser            | AFC Bournemouth            | 14               |
| 3  | Christian Eriksen      | Tottenham Hotspur          | 12               |
| 3  | Trent Alexander-Arnold | Liverpool FC               | 12               |
| 5  | Andrew Robertson       | Liverpool FC               | 11               |
| 6  | Leroy Sané             | Manchester City            | 10               |
| 6  | Raheem Sterling        | Manchester City            | 10               |
| 7  | Paul Pogba             | Manchester United          | 9                |
| 7  | Callum Wilson          | AFC Bournemouth            | 9                |
| 10 | Sergio Agüero          | Manchester City            | 8                |
| 10 | Alexandre Lacazette    | Arsenal FC                 | 8                |
| 10 | João Moutinho          | Wolverhampton Wanderers FC | 8                |
| 10 | Matt Ritchie           | Newcastle United           | 8                |
| 10 | Mohamed Salah          | Liverpool FC               | 8                |
| 10 | David Silva            | Manchester City            | 8                |

## Récompenses de la saison

### Récompenses annuelles
Le joueur du Liverpool FC Virgil van Dijk est élu Joueur de l'année PFA. Quant au joueur de Manchester City Raheem Sterling il est élu Jeune joueur de l'année PFA.

#### Équipe-type
Équipe-type de Premier League 2018-2019 de la PFA :
- Gardien :
 Ederson Moraes (Manchester City)
- Défenseurs :
 Trent Alexander-Arnold (Liverpool FC)
 Virgil van Dijk (Liverpool FC)
 Aymeric Laporte (Manchester City)
 Andrew Robertson (Liverpool FC)
- Milieux de terrain :
 Paul Pogba (Manchester United)
 Fernandinho (Manchester City)
 Bernardo Silva (Manchester City)
- Attaquants :
 Raheem Sterling (Manchester City)
 Sergio Agüero (Manchester City)
 Sadio Mané (Liverpool FC)

### Récompenses mensuelles
Le tableau suivant récapitule les différents vainqueurs des titres honorifiques d'entraîneur, de joueur et de but du mois.
| Mois      | Joueur du mois            | Joueur du mois    | Entraîneur du mois   | Entraîneur du mois      | But du mois       | But du mois               |
| Mois      | Joueur                    | Club              | Entraîneur           | Club                    | Joueur            | Club                      |
| --------- | ------------------------- | ----------------- | -------------------- | ----------------------- | ----------------- | ------------------------- |
| Août      | Lucas Moura               | Tottenham Hotspur | Javi Gracia          | Watford FC              | Jean Michaël Seri | Fulham FC                 |
| Septembre | Eden Hazard               | Chelsea FC        | Nuno Espírito Santo  | Wolverhampton Wanderers | Daniel Sturridge  | Liverpool FC              |
| Octobre   | Pierre-Emerick Aubameyang | Arsenal FC        | Eddie Howe           | AFC Bournemouth         | Aaron Ramsey      | Arsenal FC                |
| Novembre  | Raheem Sterling           | Manchester City   | Rafael Benítez       | Newcastle United        | Son Heung-min     | Tottenham Hotspur         |
| Décembre  | Virgil van Dijk           | Liverpool FC      | Jürgen Klopp         | Liverpool FC            | Andros Townsend   | Crystal Palace            |
| Janvier   | Marcus Rashford           | Manchester United | Ole Gunnar Solskjaer | Manchester United       | André Schürrle    | Fulham FC                 |
| Février   | Sergio Agüero             | Manchester City   | Pep Guardiola        | Manchester City         | Fabian Schär      | Newcastle United          |
| Mars      | Sadio Mané                | Liverpool FC      | Jürgen Klopp         | Liverpool FC            | Anthony Knockaert | Brighton & Hove Albion FC |
| Avril     | Jamie Vardy               | Leicester City    | Pep Guardiola        | Manchester City         | Eden Hazard       | Chelsea FC                |